# Westergellersen
Westergellersen – miejscowość  i gmina położona w niemieckim kraju związkowym Dolna Saksonia, w  powiecie Lüneburg. Należy do (niem. Samtgemeinde) gminy zbiorowej Gellersen.

## Położenie geograficzne
Westergellersen leży 12 km na zachód od Lüneburga. Gmina leży na północno-wschodnich krańcach Pustaci Lüneburskiej. W gminie ma swoje źródło mały strumień Brümbach, prawy dopływ Luhe.
Od wschodu gmina sąsiaduje z gminą Kirchgellersen, od południowego wschodu z gminą Embsen z gminy zbiorowej Ilmenau, od południowego zachodu z gminą Südergellersen, od południowego zachodu i zachodu z gminą Salzhausen z gminy zbiorowej Salzhausen, i od północy z gminą Vierhöfen z tej samej gminy zbiorowej.

## Historia
Po raz pierwszy wzmiankowano miejscowość Westergellersen w 1267 w archiwach miasta Lüneburg. Występuje tam pod nazwą Westergeldersen. W 1339 zostaje wymieniona jako Westergheldersen w dokumencie wydanym przez klasztor w Heiligenthal, które dzisiaj jest dzielnicą gminy Südergellersen.

## Komunikacja
Z Westergellersen najbliżej ok. 12 km jest do autostrady A7 na węźle Garlstorf jadąc w kierunku Hamburga lub Egestorf jadąc w kierunku Hanoweru. Do autostrady A250 na węźle Lüneburg-Nord jest również ok. 12 km.